# زلكوفا شنايدريانية
زلكوفا شنايدريانية (الاسم العلمي:Zelkova schneideriana) هو نوع من النباتات يتبع جنس الزلكوفا من فصيلة الدردارية.